# Landolfo di Vergiate
Beato Landolfo di Vergiate (... – tra il 1132 e il 1134) è stato un vescovo cattolico italiano.
È stato vescovo di Asti tra il 1130 e il 1132.

## Biografia
Studiò a Pavia presso il monastero di San Pietro in ciel d'oro. Ordinato sacerdote, in seguito fu eletto a Milano prima canonico della cattedrale e poi prevosto di San Nazaro.
Nel 1100 seguì l'arcivescovo di Milano Anselmo da Bovisio (1097-1101) per una spedizione militare in Terra santa ordinata da papa Urbano II. In uno scontro con l'esercito musulmano, l'esercito crociato dovette ripiegare a Costantinopoli. Qui, il 20 settembre del 1101, l'arcivescovo morì in seguito alle ferite riportate nella battaglia. Landolfo fece ritorno a Roma per riferire l'accaduto al papa, che nel frattempo era divenuto Pasquale II. È probabile che proprio durante la sua permanenza a Roma nel 1130 sia stato consacrato vescovo di Asti.
La data della morte di Landolfo è controversa. Si pensa che possa essere tra il 1132 ed il 1134, anno in cui, compare ad Asti già il nuovo vescovo Ottone IV in un documento ufficiale.
Il corpo di Landolfo, dopo la metà del XV secolo, fu tumulato nell'altare della cappella di Sant'Agnese attigua alla cattedrale di Asti.

## L'operato
Visti i trascorsi in Terra Santa del vescovo Landolfo, egli si adoperò per sviluppare il culto del Santo Sepolcro di Gerusalemme in terra astigiana. È infatti di questo periodo la costruzione nella primitiva Chiesa di San Pietro in Consavia della "rotonda", un edificio che riprende le linee architettoniche della chiesa del Santo Sepolcro. Inoltre si prodigò per l'accoglienza ad Asti degli Ordini ospitalieri.
Landolfo, durante il suo breve episcopato, si concentrò anche sulla crescita e lo sviluppo del monastero di Sant'Anastasio, da sempre prediletto dai vescovi astigiani.
La forte personalità di Landolfo, riuscì a far superare in maniera definitiva i contrasti religiosi dovuti alla opposizione del clero anti-gregoriano, che a quel tempo attanagliavano la chiesa cattolica.

Non a caso san Bernardo, inserì Landolfo tra i vescovi più capaci e più illuminati del periodo.